# Philippe d'Alençon
Philippe d'Alençon de Valois, dit le cardinal d'Alençon (né en 1338/1339 et mort le 16 août 1397) est un archevêque et un cardinal français du XIVe siècle de l'Église catholique romaine.

## Biographie
Philippe II d'Alençon est le second fils de Charles de Valois, comte d'Alençon, frère du roi de France Philippe VI de Valois, et de Marie de la Cerda, comtesse de Biscaye,. Il est le frère cadet de Charles III d'Alençon, archevêque de Lyon et le frère aîné de Pierre II d'Alençon, comte d'Alençon et de Robert d'Alençon, comte du Perche. Il est également le frère utérin de Louis d'Évreux, comte d'Étampes.
Philippe devient chanoine de Chartres en 1351 et archidiacre de Brie avec prébende à la cathédrale de Meaux et à Langres en 1356. Il est nommé par le pape Innocent VI, grâce au soutien du roi mais surtout de sa mère, évêque de Beauvais le 8 juin 1356. Il prend possession du siège le 24 mars 1357. Il n'est pas encore consacré qu'il est transféré archevêque de Rouen le 3 juillet 1359. Le Dauphin le fait lieutenant général en Normandie dès son arrivée à Rouen.
À la suite d'un différend après l'excommunication d'Oudard d'Attainville (bailli de Rouen et fils illégitime de Charles V) et de sa famille, sa condamnation devant le Parlement et la saisie des biens de l'Église et ses biens personnels, l'accusation de son ralliement au roi de Navarre, il se réfugie à la cour pontificale. À l'été 1375, le roi Charles V de France le pardonne mais doit quitter l'archevêché de Rouen. Il est nommé patriarche titulaire latin de Jérusalem du 27 août 1375 à 1379 tout en administrant l'archevêché métropolitain d'Auch.

## Le cardinalat
En 1377, après un rapprochement avec le roi, il est proposé au patriarcat d'Aquilée que le pape Grégoire XI refuse. En 1378, il soutient l'élection d'Urbain VI, qui le crée cardinal-prêtre le 18 septembre 1378, du titre de Sainte-Marie-du-Trastevere. Il est nommé cette même année archiprêtre de la basilique du Vatican. En janvier 1379, il abandonne l'administration de l'archevêché d'Auch. Il est nommé légat pontifical en Flandres en 1379. Il opte le 4 juin 1380 pour le titre cardinalice de Sabina et devient patriarche d'Aquilée en 1381 ce qui provoque des agitations dans le Frioul et conduit Urbain VI en 1388, à lui conférer le titre de cardinal-évêque d'Ostie, puis légat dans le Saint Empire en 1389. Il ne participe pas au conclave qui élit pape Boniface IX et est de retour à Rome le 4 mars 1390. En 1391, il participe au procès en canonisation de sainte Brigitte de Suède. Il devient doyen du Collège des cardinaux en février 1394.
Il meurt à Rome le 16 août 1397 à Rome et inhumé dans la basilique Sainte-Marie-du-Trastevere de Rome, dans un tombeau avec gisant,, œuvre de Giovanni d'Ambrogio.

## Héraldique
| Blason | Blasonnement : d'azur, semé de fleur de lys d'or, à la bordure de gueules, besantée d'argent. Commentaires : blason de Philippe d'Alençon dans la sacristie nord du palais des papes d'Avignon |